# سودابه (فیلم)
سودابه با نام قبلی «بازیچه» یک ملودرام جنایی بر اساس یک داستان واقعی به نویسندگی و کارگردانی محمدعلی سجادی محصول سال ۱۳۹۷ است.

## خلاصه داستان
مهرداد با سودابه، خواهر دوست و همکارش سیامک، ازدواج می‌کند و او را به خانه قدیمی‌شان می‌برد تا در کنار مادرش سر کنند که در ادامه با حوادثی روبرو می‌شود…

## بازیگران
- آرمان درویش در نقش مهرداد
- ساناز سعیدی در نقش سودابه
- رضا مولایی در نقش سیامک
- آناهیتا درگاهی در نقش ناهید
- رؤیا تیموریان در نقش مادر مهرداد
- رضا بابک در نقش پدر سودابه
- ستاره اسکندری در نقش روانشناس